# Ronnachai Rangsiyo
Ronnachai Rangsiyo (Thai: รณชัย รังสิโย, * 1. August 1988 in Bangkok), auch als Sam (Thai: แซม) bekannt, ist ein thailändischer Fußballspieler.

## Karriere

### Verein
Ronnachai begann seine Karriere in der Fußballmannschaft des Assumption College in Bangkok. 2005 nahm er an einer Casting-Show für Fußballer teil, ähnlich der Fernsehsendung Pop Idol. Neben Sakarin Chanyotha und Narupol Aromsawa wurde er letzten Endes ausgewählt für ein Jahr an der Jugendakademie des FC Everton zu trainieren. im Herbst 2005, ging er somit für ein Jahr nach England, um an der U-16 Mannschaft des Vereins teilzunehmen und zu trainieren. Nach seiner Rückkehr unterschrieb er einen Vertrag beim FC PEA. Nach der Hinrunde der Saison 2007 wurde er von seinem Verein an die FC Royal Thai Police ausgeliehen. Zum Beginn der Saison 2008 kehrte er jedoch zur PEA zurück. Im Alter von 20 Jahren konnte er sich bereits über seine erste Meisterschaft freuen. 2008 gewann er mit der Mannschaft die Thai Premier League. Mit seinen 17 Toren hatte er sehr großen Anteil am Erfolg des Klubs. Zwar reichten seine Tore nicht zum Titel des Torschützenkönigs, aber Ronnachai wurde zum besten Nachwuchsspieler der Saison 2008 gewählt. Ronnachai konnte 2009 seine ersten Erfahrungen auf internationaler Vereinsebene sammeln, als er mit dem Verein im AFC Cup 2009 antrat. Er verpasst die ersten beiden Gruppenspiele und erzielte in den anderen vier Spielen lediglich einen Treffer. In der Sommerpause wechselte er dann zum Premier-League-Aufsteiger Muang Thong United.
Zur Saison 2021/22 wechselte er nach Lamphun zum Zweitligaaufsteiger Lamphun Warrior FC. Am Ende der Saison feierte er mit dem Verein die Meisterschaft der zweiten Liga und den Aufstieg in die erste Liga. Für die Warriors absolvierte er 27 Zweitligaspiele. Nach dem Aufstieg verließ er den Klub und schloss sich im Juli 2022 dem Zweitligisten Raj-Pracha FC an. Am Ende der Saison 2022/23 musste er mit dem Hauptstadtverein in die dritte Liga absteigen. Für Raj-Pracha bestritt er 32 Ligaspiele. Nach dem Abstieg verließ er den Verein und schloss sich dem Zweitligisten Samut Prakan City FC an. Nach 28 Ligaspielen wurde sein Vertrag im Sommer 2024 nicht verlängert. Im August 2024 nahm ihn der Zweitligaabsteiger TOKO Customs United FC unter Vertrag. Mit dem Verein aus Samut Prakan spielte er elfmal der Eastern Region der Liga. Hierbei erzielte er fünf Treffer. Nach der Hinrunde wechselte er im Januar 2025 nach Chonburi zum Zweitligisten Chonburi FC. Am Ende der Saison 2024/25 feierte er mit Chonburi die Zweitligameisterschaft sowie den Aufstieg in die erste Liga. Nach sechs Ligaspielen wurde sein Vertrag im Sommer 2025 nicht verlängert.

### Nationalmannschaft
Seine Karriere in der Nationalelf begann für Ronnachai in der U-17 seines Landes. Bei den U-17-Fußball-Asienmeisterschaften nahm er an seinem ersten großen Turnier teil. Aktuell steht Ronnachai Rangsiyo sowohl im Kader der U-23, als auch der Herrennationalelf. Sein Debüt für die Herren gab er am 20. Mai 2008, im Freundschaftsspiel gegen Nepal. Dabei gelang ihm ein Tor. Im gleichen Jahr war er Teil des Kaders für die ASEAN-Fußballmeisterschaften. Im Verlauf des Turniers erzielte Ronnachai drei Tore. Eines davon im Hinspiel des Finals gegen Vietnam.

## Erfolge

### Verein
PEA FC
- Thailändischer Meister: 2008

Muangthong United
- Thailändischer Meister: 2009
- Thailändischer Pokalfinalist: 2010

Raj-Pracha FC
- Thai League 3 – West: 2020/21 (2. Platz)
- Thai League 3 – National Championship: 2020/21 (3. Platz)  ▲

Lamphun Warriors FC
- Thailändischer Zweitligameister: 2021/22  ▲

Chonburi FC
- Thailändischer Zweitligameister: 2024/25  ▲

### Nationalmannschaft
- 2004 – Teilnahme an der Endrunde der U17-Asienmeisterschaft
- 2008 – ASEAN-Fußballmeisterschaft – Finalist

## Auszeichnungen
- Thai Premier League

Nachwuchsspieler des Jahres 2008

## Erläuterungen/Einzelnachweise
1. ↑  evertonfc.com: Hall's New Thais
2. ↑  mtutd.tv: Aktueller Kader
3. ↑  ลำพูน วอริเออร์ เสริมทัพสองแข้งเก๋า "แซมมวล-รณชัย", Wechsel zum Zweitligaaufsteiger Lamphun Warrior FC, April 2021. In: siamsport.co.th (thailändisch). Abgerufen am 30. April 2021.
4. ↑  ทัพตราชฎา เปิดตัว สันติธรณ์-รณชัย ร่วมทัพลุยซีซั่น 2022-23, (Wechsel zum Raj-Pracha FC), 000. Juli 2022. In: ballthai.com (thailändisch). Abgerufen am 9. Juli 2022.
5. ↑  “เขี้ยวสมุทร” จัดหนักเปิดตัวคว้า 3 ผู้เล่นใหม่ เตรียมลุยศึกไทยลีก 2, (Wechsel zum Samut Prakan City FC), 5. Juli 2023. In: ballthai.com (thailändisch). Abgerufen am 6. Juli 2023.
6. ↑  “ชลบุรี เอฟซี” เปิดตัว “รณชัย รังสิโย” ช่วยล่าตาข่าย. (Wechsel zum Chonburi FC). In: ballthai.com. 18. Januar 2025, abgerufen am 19. Januar 2025 (thailändisch).
7. ↑  ชลบุรี เอฟซี ประกาศปล่อย 5 นักเตะไทย หลังจบฤดูกาลนี้. (Vertragsende beim Chonburi FC). In: ballthai.com. 20. Mai 2025, abgerufen am 21. Mai 2025 (thailändisch).
8. ↑  thaifootball.com: Kader mit Bild
9. ↑  rsssf.org: Statistische Details des Turniers

| Personendaten    | Personendaten                 |
| ---------------- | ----------------------------- |
| NAME             | Ronnachai Rangsiyo            |
| KURZBESCHREIBUNG | thailändischer Fußballspieler |
| GEBURTSDATUM     | 1. August 1988                |
| GEBURTSORT       | Bangkok                       |